# Killradio
Killradio es una banda de punk rock formada en 2001 en Northridge, California. Utilizaron una mezcla de estilos musicales, incluyendo hardcore, post-punk, ska, funk y hip-hop. La banda se disolvió oficialmente en 2009, mientras que los miembros se han mantenido activos en la escena musical. A principios de 2017, Killradio anunció que se volvería a reformar la banda con los integrantes originales.

## Historia y formación
Brandon Jordan, Todd Bondy y 'The Duke' formaron Killradio alrededor del año 2000 en el sur de California. El nombre de la banda se originó en la idea de que la programación de radio, especialmente en el formato de rock, había perdido el contacto con su propósito original: dar a los aficionados el acceso a los músicos de su tiempo. Convertirse en 'comercializado', la programación de radio cada vez más reducido a la creatividad del artista, optaron por canciones concisas y temas familiares, y tendían a tener un muy pequeña selección de canciones de una pequeña selección de bandas. Killradio, a su vez, contempla su música como un acto de 'ad jamming', el arte no solo como una estética, sino también como un acto político decidido a socavar la corporativización.
La banda tocó en shows locales en el área de Los Ángeles y el condado de Ventura. La portada del álbum, en la que aparece un bebé chupando una botella de crema batida, era un objetivo frecuente de comentarios críticos, aunque la música en sí fue muy elogiada y llevó a Killradio a giras con bandas como Lostprophets, y participando en el Warped Tour, y siendo un artista nuevo apareció en la radio con sede en los Ángeles estación de CD anual de KROQ. La música es una mezcla ecléctica de punk, rock, ska y funk. La banda lanzó un video musical de la canción del álbum, Do You Know? (Knife in Your Back). La banda realizó giras por toda América del Norte. 
En 2006-2007, la banda regresó al estudio para grabar un segundo álbum. Debido a problemas personales, el álbum nunca fue terminado y Killradio finalmente disolvió después de una gira de despedida final, en la costa oeste. Un EP de las pistas grabadas para el segundo álbum fue lanzado a finales de 2008 bajo 9/12 Records. 
La banda ha pasado por una serie de músicos. Originalmente, Brandon Jordan estuvo en un grupo de rock con Todd Bondy, John Haskell y Tommy Bavardos llamado "A Cloud Nine Project". Después de un largo paréntesis, Brandon y Todd regresaron juntos a 'Killradio' con 'The Duke' y Jasten. Brandon Jordan escribió la mayoría de las canciones, aunque Todd Bondy también fue a menudo involucrados en el proceso de composición. Desde la disolución de Killradio, la mayoría de los miembros se han mantenido activos en diversos grados en la escena de la música - en particular, 'The Duke' ha tocado en varias bandas, incluyendo 'Nancy Fullforce' con Jasten, y 'French Exit.'
En 2016 los integrantes originales de la banda decidieron reunirse y comenzó a publicar transmisiones en vivo de sus prácticas en la página de Facebook de Brandon Jordan. Los nuevos single Same Shit y Different Toilet fue lanzado en algún momento del verano de 2017, y su primer show en vivo en años se programó en Los Ángeles para finales de junio. La banda lanzó su nuevo EP This Land Is Our Land? el 21 de junio de 2019.

## Discografía

### Álbum de estudio
| Año  | Título                  | Sello discográfico | Formato                      | otra información                                 |
| ---- | ----------------------- | ------------------ | ---------------------------- | ------------------------------------------------ |
| 2003 | Manifesto               |                    |                              | Autoeditado.                                     |
| 2004 | Raised on Whipped Cream | Columbia           | CD                           | Primer álbum.                                    |
| 2008 | Good Americans          | Nine 12 Records    | CD, Digital Release (iTunes) | Primera versión de estudio en cuatro años.       |
| 2019 | This Land Is Our land?  | KR Records         | Digital                      | Disponible en todas las plataformas de streaming |

### Videos
- Do You Know (Knife In Your Back)
- Scavenger
- Entertained

### Aparición en videojuegos
| Canción                            | Juego                             | Año  |
| ---------------------------------- | --------------------------------- | ---- |
| "Scavenger"                        | Need for Speed: Underground 2     | 2004 |
| "Do You Know (Knife In Your Back)" | ATV: Offroad Fury: Blazing Trails | 2005 |